# Cattleya verboonenii
Cattleya verboonenii là một loài thực vật có hoa trong họ Lan. Loài này được (F.E.L.Miranda) Van den Berg mô tả khoa học đầu tiên năm 2008.